# ساندرا مورگان

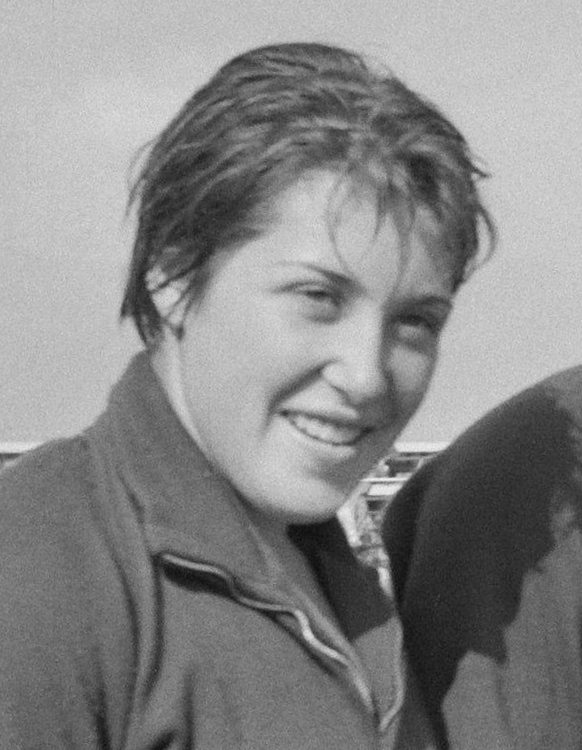
ساندرا مورگان در سال ۱۹۵۸

ساندرا مورگان (به انگلیسی: Sandra Morgan) (زادهٔ ۶ ژوئن ۱۹۴۲) شناگر اهل استرالیا است.